# Nederlands kampioenschap allround gaming
Het Nederlands kampioenschap allround gaming is een e-sporttoernooi waarbij games uit verschillende genres gespeeld worden.

## Nederlands kampioenschap allround gaming 2023
Er werden vijf verschillende games gespeeld te weten: Rocket League, Fortnite, Fall Guys, Brawlhalla en Kartrider: Drift. In vijf kwalificatierondes werd bij elke ronde een van bovenstaande games werd gespeeld. De nummers een en twee van elke kwalificatieronde plaatsten zich voor de finale, terwijl de rest van de deelnemers punten behaalde door mee te doen. De tien spelers met de meeste punten gingen ook door naar de finale. Zodoende waren er twintig finalisten.

### Finale
De finale vond plaats op zaterdag 27 mei 2023 in de Esports Game Arena te Alphen aan den Rijn

#### Resultaat
|        | Gamer                     |
| ------ | ------------------------- |
| Goud   | Mike de Vos / Fairshooter |
| Zilver |                           |
| Brons  |                           |

## Nederlands kampioenschap allround gaming 2024
De volgende games worden gespeeld: Rocket League, Fall Guys, Fortnite, eFootball en KartRider: Drift.

### Finale
De finale vond plaats op zaterdag 25 mei 2024 in het H20 Rabo Esports Stadium te Purmerend.

#### Resultaat
|        | Gamer              |
| ------ | ------------------ |
| Goud   | Coen Jansen / Cone |
| Zilver |                    |
| Brons  |                    |